# Mithridate III de Commagène
Sauf précision contraire, les dates de cet article sont sous-entendues « avant l'ère commune » (AEC), c'est-à-dire « avant Jésus-Christ ».
Mithridate III de Commagène  ou Mithridate III Antiochus Épiphane (grec : Ἀντίοχος ὀ Ἐπιφανής, fl. Μιθριδάτης) a régné sur le royaume de Commagène de 20 à 12

## Origine
Selon Cyrille Toumanoff, il est le neveu et le successeur de Mithridate II de Commagène ; certaines sources le donnent toutefois comme le fils de Mithridate II de Commagène et d'une reine Laodicé de Commagène. Il est d'ascendance arménienne et séleucide.

## Règne
À la mort de Mithridate II, vers 20, Mithridate III lui succède. Son règne a duré jusqu'en 12
On sait très peu de choses sur sa vie et son règne.
Quand il meurt en 12, son fils Antiochos III de Commagène devient roi. Antiochos III règne avec sa sœur-épouse nommée Iotapa.

## Union et postérité
Toujours selon Cyrille Toumanoff, Mithridate avait épousé sa cousine paternelle Iotapa de Médie-Atropatène, une princesse de Médie et la fille d'Artavazde Ier de Médie-Atropatène, peu après 30 av. J.-C., dont Antiochos, et deux  filles homonymes nommées Iotapa :
- Iotapa/Iotapé, sœur-épouse d'Antiochos ;
- Iotapa/Iotapé, épouse de Sampsiceramus II, roi-prêtre d'Émèse (aujourd'hui Homs en Syrie).